# New York Field Club
New York Field Club fu un club calcistico statunitense di New York.
Facente originariamente parte di National Association Football League, si affiliò in seguito ad American Soccer League in occasione della fusione con la lega della Southern New England Soccer League nel 1921.
A seguito di tale spostamento, fino al 1926 il club fu noto come New York Soccer Club.
Nel 1932 fu rifondato per partecipare all'ultima edizione di American Soccer League cessando le attività a fine campionato.

## Cronologia
| Anno                 | Division | Lega  | Stagione Regolare | Playoffs   | U.S. Open Cup    |
| -------------------- | -------- | ----- | ----------------- | ---------- | ---------------- |
| New York Field Club  |          |       |                   |            |                  |
| 1916-17              | -        | NAFBL | 4°                | No playoff | 4º turno         |
| 1917-18              | -        | NAFBL | 7°                | No playoff | 3º turno         |
| 1918-19              | -        | NAFBL | 5°                | No playoff | Quarti di finale |
| 1919-20              | -        | NAFBL | 5°                | No playoff | Quarti di finale |
| 1920-21              | -        | NAFBL | 2°                | No playoff | 1º turno         |
| New York Soccer Club |          |       |                   |            |                  |
| 1921-22              | 1        | ASL   | 2°                | No playoff | 3º turno         |
| 1922-23              | 1        | ASL   | 4°                | No playoff | Quarti di finale |
| 1923-24              | 1        | ASL   | 3°                | No playoff | 4º turno         |
| 1924-1932 Non Attiva |          |       |                   |            |                  |
| New York Field Club  |          |       |                   |            |                  |
| Autunno 1932         | 1        | ASL   | 4°                | No playoff | -                |

## Trofei
- Southern New York State Foot Ball Association Cup
  - Campioni: 1922

### Piazzamenti
- National Association Football League
  - Secondo classificato (1): 1921
- American Soccer League
  - Secondo classificato (1): 1922

## Giocatori celebri
- Béla Guttmann
- Archie Stark
- Jimmy Gallagher
- Bart McGhee
- George Moorhouse